# NStB Friedberg - Leipa
Az NStB Friedberg - Leipa  szerkocsisgőzmozdony-sorozat volt az osztrák-magyar k.k. Nördlichen Staatsbahn (NStB)-nál.
A 12 mozdonyt a Cockerill építette Seraingben 1852-53-ban.
Az NStB a mozdonyoknak a FRIEDBERG, BUNZLAU, PŘIBRAM, ZNAIM, CZASLAU, KOSMANOS, HOHENELBE, JIČIN, SCHNEEKOPPE, BUŠTEHRAD, BÖSIG és LEIPA  neveket, valamint a 105-116 pályaszámokat adta.
Amikor 1855-ben a StEG felvásárolta az NStB-t, a mozdonyokat átszámozta 96-107 pályaszámúra. 1873-ban a második számozási rendszerben két mozdony IIIe sorozatba lett beosztva és 31-32 pályaszámokat kapott. A fennmaradó tíz mozdonyt hamarosan selejtezték. A fennmaradó két mozdony is selejtezve lett 1897 előtt, mivel az 1897-es harmadik számozási rendszerben már nem szerepeltek.

## Fordítás
- Ez a szócikk részben vagy egészben  a   NStB – Friedberg bis Leipa című német Wikipédia-szócikk fordításán alapul.  Az eredeti cikk szerkesztőit annak laptörténete sorolja fel. Ez a jelzés csupán a megfogalmazás eredetét és a szerzői jogokat jelzi, nem szolgál a cikkben szereplő információk forrásmegjelöléseként. Az eredeti szócikk forrásai szintén ott találhatóak.